# Кобяки (Пензенская область)
Кобяки — село в Нижнеломовском районе Пензенской области России. Входит в состав Голицынского сельсовета.

## География
Село находится в северо-западной части Пензенской области, в пределах Керенско-Чембарской возвышенности, в лесостепной зоне, на правом берегу реки Мокши, на расстоянии примерно 16 километров (по прямой) к северо-востоку от города Нижний Ломов, административного центра района. Абсолютная высота — 148 метров над уровнем моря.

### Климат
Климат характеризуется как умеренно континентальный, с холодной продолжительной зимой и тёплым летом. Средняя температура воздуха самого тёплого месяца (июля) — 19,1 — 19,5 °C; самого холодного (января) — −13,3 — −11,3 °C. Продолжительность безморозного периода 125—144 дней. Период активной вегетации длится около 141 дня. Среднегодовое количество атмосферных осадков составляет 520 мм, из которых большая часть выпадает в тёплый период. Снежный покров устанавливается в конце ноября и держится в течение 140 дней.

### Часовой пояс
Село Кобяки, как и вся Пензенская область, находится в часовой зоне МСК (московское время). Смещение применяемого времени относительно UTC составляет +3:00.

## Население
| 1795 | 1864 | 1877 | 1897  | 1911  | 1926  | 1930  |
| ---- | ---- | ---- | ----- | ----- | ----- | ----- |
| 400  | ↗783 | ↗981 | ↗1124 | ↗1387 | ↘1377 | ↗1387 |
| 1939 | 1959 | 1979 | 1989  | 1996  | 2002  | 2010  |
| ↘619 | ↘403 | ↘157 | ↘99   | ↘75   | ↘42   | ↘17   |

### Национальный состав
Согласно результатам переписи 2002 года, в национальной структуре населения русские составляли 100 % из 42 чел.